# Зарізана голубка й водограй
«Зарізана голубка й водограй» (фр. La Colombe Poignardée et le jet d'eau) ‒ найвідоміша каліграма (ідеограма) французького поета Гійома Аполлінера (фр. Guillaume Apollinaire), вміщена у збірці «Каліграми. Вірші миру і війни (1913‒1916)», що вийшла друком 1918 року. Розташуваннями літер неоднакового розміру та різними напрямками рядків вона утворила обриси голубки над струменями водограю. Поезія сповнена ліризму й філософічності. У ній поєднані фольклор, літературні традиції та найсучасніші на той час засоби зображення та мистецькі форми. Ми бачимо поєднання символізму з актуальною проблематикою, а також властиву для сюрреалізму відсутність логічного викладу думки й змалювання непов'язаних між собою образів.

## Історія створення
1914 року Німеччина оголосила війну Франції. Це був початок Першої світової війни, й Аполлінер вступив до армії. Навіть на фронті він продовжує писати нові ліричні ідеограми, серед них у 1914 році ‒ «Зарізану голубку й водограй». У 1916 році, важко пораненого в голову, поета перевозять у Париж, щоб оперувати. Після тривалого одужання він відновлює свою літературну діяльність. У 1918 році виходить друком нова збірка під назвою «Каліграми. Вірші миру та війни (1913‒1916)». Вона об'єднує 84 вірші, у тому числі каліграми ‒ творіння Аполлінера (від грецької ‒ kalos (красивий) та grama (лист), вірш), рядки якого розташовані так, щоб утворювати малюнок, що загалом є темою тексту. Поет у 1918 році створив свої каліграми, щоб позначити те, що раніше називалося образним віршем або візуальною поезією.
Вірш, як і інші поезії збірки, адресований Рене Далізу, другу дитинства Гійома Аполлінера і жертві війни, в знак данини: «На згадку про найстарішого мого товариша…», а також іншим важливим для нього друзям.

## Графічна будова
«Зарізана голубка і водограй» насправді складається з двох малюнків, які містять елементи заголовка. Перший малюнок вище ‒ перша строфа, що нагадує зображення голубки з розкритими крилами, містить сім рядків. Голубка ‒ емблематичний символ миру й любові, але вона «зарізана». Ця строфа передбачає, що голубка лине над струменем води або «маревіє» над землею як дух. Другий малюнок — струмінь води (водограй), що має основу та складається з дев'ятнадцяти ліній. Каліграма побудована симетрично вздовж центральної осі, яка проходить через букву «С» (можливо, натяк на кинджал, що вбиває голубку), знак питання «?», єдиний знак пунктуації, (в середині водяного струменя) та літеру «О» біля основи струменя води, конструкція якого передбачає як вертикальний рух вгору, так і падіння води. Чи справді цей малюнок Аполлінера є водограєм, оголошеним у назві? Не тільки. Цей малюнок виглядає полісемічним: ми можемо дати йому кілька тлумачень. Що стосується основи водограю, то вона має овальну форму, що нагадує басейн струменя води, але вона схожа й на уста (на початку вірша читаємо «дорогі розквітлі губи») або на відкрите око, що проливає сльози. Очевидно, що малюнок багатозначний.
Цей вірш також видається неоднозначним, оскільки існує кілька суперечностей. Дійсно, голубка уособлює спокій і безтурботність, але тут вона «зарізана». Крім того, на малюнку ми дійсно не можемо побачити, вона «зарізана» чи ні. Невідомо, чи прагнув поет зобразити око, а, може, губи. Дійсно, чи це рот, який вимовляє меланхолійне «о», чи це меланхолічне око? Нарешті, водограй ‒ це просто струмінь води чи сльози, які ллються з очей?
Отже, графіка каліграми не обмежена декоративною функцією: вона додає певного значення змісту вірша, та спонукає до роздумів.

## Інтертекстуальність
Аполлінер посилається на середньовічну елегійну традицію: творчость Рютбефа та поезію Франсуа Війона. Ігри з інтертекстуальністю, в якій читач повинен знайти посилання на інші літературні тексти, пов'язані зі «Скаргою» (фр. Complainte de Rutebeuf) середньовічного поета Рютбефа: «Якими стали мої друзі?», «О друзі мої … де вони?» та Війона у «Баладі дам колишніх часів» (фр. La Ballade des dames du temps jadis): «Але де ж сніги минулих років?»).

## Форма та жанр
Вірш має форму ліричного монологу, зверненого до близьких для поета людей ‒ «МІЄ МАРЕЄ ЄТТО ЛОРІ АННІ і ти МАРІЄ». Ці всі імена написані великими літерами: вони дуже важливі для нього!
Водограй ‒ тема розсіяних по фронтах Першої світової війни друзів. Ми переходимо від жіночих фігур до чоловічих. Вони пішли «на війну», і доля їх невідома поету. Аполлінер називає імена друзів: художників (Брак, серйозно травмований, Дерен), поетів (Макс Жакоб), друга дитинства Рене Деліза, якого втратив на війні, та інших, менш відомих сьогодні широкій публіці, про долю яких він не знає через війну.
Попри дивовижну структуру, цей вірш за своєю темою нагадує традиційну елегійну поезію, що виражає болісну тугу, меланхолійні почуття: «Душа моя в тремкій напрузі», «Душа ятриться з непокою І водограй рида зі мною», через які проглядається надгробний плач. Тоді вірш стає надгробним віршем, епітафією друзям, яких понівечила війна.

## Мотиви вірша
Один із головних мотивів ‒ «зарізана голубка». Цей мотив одразу є частиною традиційної ліричної тематики: втрата любові, ностальгія за минулим, любовне горе, страждання поета, сумніви, які терзають його.
На перший погляд, у вірші немає військових сцен, картин війни, битв. Але тим виразніше розумієш, наскільки глибока трагедія людини, душа якої «ятриться з непокою» за долю друзів-солдатів. «Печальні ваші імена Як у церквах ходи луна», ‒ говорить поет. Цей епітет «печальні» і вказує на їх долю.
Роздуми поета, його тривога за близьких зрозумілі кожному. І те, що вони висловлені дещо незвично, лише підкреслює їх силу, робить яскравішими ці переживання. Поет звертається до близьких йому людей, називаючи імена, а
відсутність знаків лише робить цей перелік ніби нескінченним.
Спочатку здається, що Аполлінер говорить безпосередньо зі своїми друзями, використовуючи риторичне запитання: «Де ви солдати мої друзі», але потім він почувається самотнім («Вже може їх нема тепер»). Так у монолог поета вривається мотив самотності, втрати тих, хто йому дорогий. І знову надія ‒ «А як вони іще живі Десь б'ються на Північнім фронті» (натяк на наступальну операцію на річці Соммі, під час якої ціною величезних втрат (французи втратили 341 тисячу) була відвойована територія у 240 км²).
Інтимний всесвіт поета, здається, розгорнуто тут лінією жіночих імен, з яких особливо виділяється МАРІЄ. Мотив втраченого кохання, пов'язаний з переліком жіночих імен, є повторюваним у поезії елегій. Саме їх зникнення хвилює поета. Елегічний тон минулого часу, поет, що сумує за втраченим коханням: («Де ви дівчата Я вас питаю», підсилює ностальгію по тому, що було дорогим його серцю. Фігура загубленої супутниці(«і ти Маріє») домінує над усіма іншими, як глибша рана, завдана війною.
Мотив втраченого кохання пов'язаний з темами війни та страждань як через графічне зображення каліграми, так і через лексичні поля поетичного тексту. Тому це вірш, який через елегійний тон говорить нам про біль, спричинений наслідками війни: розлуки, відчуження, смерті близьких, друзів, втрата любові, дружби між людьми, насильство та стражданням. У цьому вірш Аполлінер засуджує війну!

## Символіка
Голубка ‒ символ миру, чистоти та любові. У заголовку вона «зарізана», бо йде війна, проте далі ми читаємо: «Та біля водограю Що плаче й кличе Голубка маревіє». Голубка є символом життя, а в Біблії — символом Духу, «маревіє» в небі ‒ це екстаз, стан щастя поза чутливим світом, як душа, яка піднімається до неба. Вона є символом жіночності, що дає життя, але ми також можемо сприймати її і як примарне щастя.
Але голубка «зарізана», тобто мертва. Голубка, «груди якої», у дослівному перекладі, «пробиті кинджалом», символізує рану, яку заподіяла війна, біль, тугу, безнадію.
Голубка Аполлінера стала прототипом голубки Пікассо, який через сорок років підхопив ідею поета, створивши образ, що символізує мир в очах сучасного людства.
Водограй — вода, чистота, життя, невпинний рух. Водограй асоціюється з плачем, що збігається з настроєм ліричного героя («біля водограю, що плаче», «і водограй рида зі мною»); вічна пам'ять, сльози, але ж водограй (вода) здатний омити і сльози, і кров. Зрошуючи спалену землю, вода дає можливість відродитися.
Цей струмінь води можна також трактувати як плач («І водограй рида зі мною»). Потік сліз ніколи не скінчиться, як не скінчиться вода у фонтані.
«Сонна» вода — це статичність, зупинка руху, смерть. «Ви в сонну воду глядитесь» ‒ зупиняється рух води ‒ це війна, яка все знищує.
«Багрянистий» горизонт, «олеандри всі в крові» ‒ світ через смерть, пролиту кров розфарбований у червоне. Олеандри ‒ вічнозелене квітуче дерево ‒ символ життя. У вірші він символізує насильство, кривавий і безжалісний світ (отруйна рослина з криваво-червоними квітами).
Сонце «ранене» ‒ трагедія, абсурд, війна, яка не тільки вбиває все живе, а перевертає основи Всесвіту (місце сонця не в траві, а в небі). Сонце «ранене», але не вбите. Тому залишається надія на те, що світ опам'ятається і відродить життя.

## Філософський зміст
Вірш «Міст Мірабо» та «Зарізана голубка й водограй» ‒ це не просто поетичні спогади, а данина вічній пам'яті, яка може зберегти людське в людині, незважаючи на її самотність у страшній дійсності. Пам'ять про коханих і друзів протистоїть і нестримному часу, і всім руйнівним силам, що прагнуть розірвати зв'язки людини зі світом.
Незважаючи на відлуння печалі і світової скорботи, поезії Аполлінера пройняті вірою у світле, незаймане, вічне.
Для поета характерне поєднання особистого і епохального, особистісного і загальнолюдського та філософське розуміння цінності життя.

## Художні особливості
У вірші «Зарізана голубка й водограй» Аполлінеру властиві характерні для модернізму елементи монтажу (поєднання поезії з графікою) — створення єдиного цілого з окремих частин, що добираються за певним планом.
Твір побудовано за принципом антитези: з одного боку, природне життя ‒ голубка, водограй, люди, а з іншого ‒ кров і насильство. Автор підсилює як пряме, так і підтекстове значення лексеми «червоне» (не лише колір, а те, що нагадує кров): «олеандр» (квітка в червоній гамі), «ранене», «зарізана» (у підтексті ‒ скривавлені, залиті кров'ю), «в крові», а також прикметник «багрянистий» (червоний, кольору крові). Антитеза, побудована на паралелізмі (убиті ‒ розквітлі), з особливою силою підкреслює протиприродність війни.
Присутні три типи рим: перехресні рими (ABAB), кільцеві рими (ABBA), парні рими (AABB).
Важливі звукові відгомони: усі жіночі фігури пов'язані алітерацією (в оригіналі) з [м] та асонансом з [і]. У водяному струмені Апполінер переходить до чоловічих імен. Дійсно, він називає друзів, яких він втратив через війну. Помічаються асонанси з [n] та [o], які свідчать про меланхолію та біль поета. Він пам'ятає своїх добрих товаришів, яких більше ніколи не побачить, бо вони загинули на війні.
Риторичне запитання «Де ви дівчата Я вас питаю» залишається без відповіді. Звертання до друзів теж залишається без відповіді, бо мертві не можуть говорити.
У вірші «і водограй рида зі мною» ‒ метафора, яка підкреслює глибину відчаю ліричного героя: це ніби саме життя плаче за тими, кого забрала війна.
Усі ці художні засоби надають поезії не тільки інтимного, а й громадянського, антивоєнного та філософського звучання. Крім того, вона є новим, авангардним словом у світовій поетичній творчості. Це не просто експериментаторство, а спроба поета відтворити складний потік життя, у якому все розірвано й водночас з'єднано докупи.

## Українські переклади
Вірші Гійома Аполлінера серед французької поезії ХХ століття перекладалися українською найчастіше. Поміж найвідоміших перекладачів його поезії — Святослав Гординський, Олег Зуєвський, Юрій Шерех, Ірина Стешенко, Микола Терещенко, Дмитро Павличко. 168 віршів (серед інших каліграма «Зарізана голубка й водограй») і поем Аполлінера переклав Микола Лукаш, це його найбільший доробок щодо творчості одного поета.